# Крымская медаль (Великобритания)
Крымская медаль (англ. Crimea Medal) — британская медаль за участие в военных действиях для военнослужащих, задействованных в Крымской войне (1854—1856) против Российской империи, в составе антирусской коалиции.

## История
Медаль была учреждена 15 декабря 1854 года для награждения военнослужащих британской Армии, королевских ВМФ и морской пехоты за участие в боевых действиях против России в Крыму во время Восточной войны. Также известны случаи награждения этой медалью военнослужащих союзной французской армии. Выпуск производился на английские и французские деньги на лондонском Королевском монетном дворе с начала 1855 года (до 1860 года было изготовлено 379 908 экземпляров).
Награждения производились для военнослужащих британской армии, морской бригады и Королевской морской пехоты за боевые действия против Российской империи в Крыму и прилегающих водах во время Крымской войны 1853—1856 годов. Также состоялся выпуск медалей для французских (указ Наполеона III от 26 апреля 1856 года о награждения своих войск британской медалью «Крым»), сардинских и османских (турецких) союзников. Общее количество союзных медалей составило 235 000 экземпляров, и они были практически идентичны наградам для британских военнослужащих за исключением некоторых деталей.
Существует немало версий, когда и где были розданы первые крымские медали британским военнослужащим. Официальной раздачей крымских медалей считается тот момент, когда подполковник сэр Томас Траубридж, искалеченный в битве при Инкермане (потерял правую руку и левую ногу), получил награду из рук королевы Виктории. Известно немало рисунков того времени по поводу этой церемонии, но все они крайне противоречивы по датам. Некоторые исследователи их датируют 18 мая 1856 года, а некоторые даже и 18 мая 1858 (то есть первая партия наград была вручена именно в то время). Однако если принять во внимание тот факт, что Траубридж (вместе с наградой он получил чин полковника и должность личного адъютанта королевы) в ноябре 1855 года женился на Джейн Луизе Генри, то на всех рисунках более позднего времени он должен был изображен вместе с женой, отсутствующей на всех рисунках до 1856 года.
На основании этих сведений можно сделать вывод, что первое награждение крымскими медалями произошло именно 18 мая 1855 года (18 мая в Великобритании — официальный праздник ордена святого Георгия учрежденным Георгом I 18 мая 1725 года). Также можно принять во внимание, что между выпуском и награждением не должно было пройти много времени. Существуют ещё некоторые официальные документы, которые указывают, что, возможно, первые награждения медалями проходили в самом Крыму, но они плохо подтверждены фотографиями того времени. Даже если они раздавались, то это произошло позже, чем в Англии, так как среди массового крымского фотографического материала, относящегося к 1855 году, их нет (отсутствуют какие-либо вообще награды). Первые фотографии с медалями относятся к 1856 году и видны на групповых и индивидуальных снимках британских военнослужащих, где они уже присутствуют на их униформе (наличие других наград исключено, так как до этого их не было и, кроме того, бороды и смесь униформы свидетельствует о том, что это ветераны боевых действий, а не свежее пополнение. Данная награда принадлежит для британских военнослужащих и относится к так называемому неименному типу медали в связи с отсутствием гуртовой надписи (существуют аналогичные крымские медали, но уже с гуртовой надписью, в которой указано имя владельца, а также номер или название подразделения). Все медали «Крым» были выпущены в кратчайшие сроки и неименными (ввиду большего количества наград нельзя было заранее знать имя владельца и номер или название подразделения), за исключением того случая, когда монетный двор выпустил 8500 медалей с указанием подразделения (большинство было кавалерийскими). После получения награды владелец мог сдать медаль на Королевский монетный двор для нанесения на её гурт своего имени и номера (названия) подразделения либо заказать гравированную надпись у частного мастера. Возможны две причины, по которой данная медаль не была надписана:
1) сам награжденный по каким-либо причинам не захотел это сделать;
2) награждение медалью состоялось посмертно.

## Описание
|  |  |  | Медаль круглой формы, с двухсторонним рельефным рисунком. В верхней части гурта отверстие (скрыто деталями крепежного подвеса). Медаль изготовлена методом штампа из серебра 925° пробы (британский стандарт стерлинга, обычный для того времени). Диаметр по окружности 36 мм. Ширина гурта 4 мм. Аверс: с левой стороны надпись на латинском языке «VIСTORIA» (Виктория). С правой стороны также латинская надпись «REGINA» (королева). Внизу по центру дата 1854. В центре бюстовое изображение королевы Виктории в профиль и с диадемой на голове (портрет создан скульптором Уильямом Вайоном в 1834 году). Под бюстом (на склоне рельефа) плохо читаемые восемь латинских букв. Реверс: с левой стороны надпись «CRIMEA» (Крым). В центре фигура римского воина в полный рост с мечом, вложенным в ножны, и щитом, на котором изображен идущий вправо британский лев. Слева древнеримская богиня Виктория, в правой руке держащая лавровый венок победителя над его головой, а в левой — пальмовую ветвь (символ триумфальной встречи). Сюжет символизирует победу британского оружия на Крымском полуострове в 1854—1855 годах (война с Россией). С правой стороны в нижней части буквы мелким шрифтом строчная надпись «B. WYON. SC», обозначающая мастера-медальера Бенджамена Вайона (1802—1858 гг.). Крепежный подвес представляет собой трехсоставной подвижный на четверть оборота шарнир (кроме нижней части). Верхний элемент предназначен для соединения с лентой, нижний для крепежа с самой медалью, а средний является промежуточным скрепляющим звеном между ними. |

## Планки медали
Планки необычной формы выполнены в виде выгнутых дубовых листьев. Всего были утверждены пять планок к медали. Oдновременно на ленте медали для сухопутных войск могут размещаться до четырёх планок (в последовательности от медали к заколке): Alma, Balaklava, Inkermann, Sebastopol. Участвовавшие в морских походах на Азовском море, получали медаль с планкой Azoff.
| Наименование             | Время битвы                             | Время учреждения планки |
| ------------------------ | --------------------------------------- | ----------------------- |
| Alma — Альма             | 20 сентября 1854 года                   | 15 декабря 1854 года    |
| Inkermann — Инкерман     | 5 ноября 1854 года                      | 15 декабря 1854 года    |
| Azoff — Азов             | 25 мая — 22 сентября 1855 года          | 2 мая 1856 года         |
| Balaklava — Балаклава    | 25 октября 1854 года                    | 23 февраля 1855 года    |
| Sebastopol — Севастополь | 11 сентября 1854 — 9 сентября 1855 года | 13 октября 1855 года    |

Известны неофициальные французские планки, которые иногда встречаются на медалях, вручённых французским военным:
- Traktir — Трактир
- Mamelon Vert
- Malakoff — Малахов
- Mer d’Azoff — Азовское море
- Kinburn — Кинбурн